# ОШ „Бранко Радичевић” Седларе
Основна школа „Бранко Радичевић“ је основна школа у Седлару. Школа данас броји око 300 ученика. Настава се одвија у 6 издвојених одељења у селима Купиновац, Роћевац, Ђуринац, Роанда, Суботица, Тропоње и матичној школи у Седлару.
Многобројним инвестирањем од стране министарства, опшине, месних заједница и родитеља, омогућено је да школа буде савремено опремљена и уређена и да услови за учење и рад буду бољи.
Захваљујући добрим условима и наставном кадру, ученици постижу запажене резултате на разним такмичењима на свим нивоима. У школи се реализују, поред наставних активности, многобројне ваннаставне активности у којима учешће поред ученика и наставног особља узимају и родитељи.
Дан школе је 15. марта. Током Бранкове недеље реализују се бројне активности. Тим поводом излазе и дечије новине "Бранкови ђаци".